# Salvador Fàbregues Casanoves
Salvador Fàbregues Casanoves (Reus 4-VI-1868 - Reus 1891) va ser un escriptor i periodista fill d'Onofre Fàbregues, comerciant de Cervera i de Maria Casanoves, de Reus.
De família benestant, formà part d'una colla d'escriptors joves, on hi havia Josep Maria Ferrater, Jaume Gilabert Padreny, Josep Carbonell i Joan Arboç entre d'altres, agrupats entorn de Josep Aladern. Va col·laborar a la revista satírica i sobretot literària Reus literari, publicació de gran èxit i difusió (va arribar a tirar 1.000 exemplars de cada número). Havia col·laborat també al setmanari Reus Artístich, de curta durada. Segons Gras i Elies "era un poeta que prometía ir muy lejos". Va morir de tuberculosi el 1891.